# 요구물품계약
요구물품계약이란 매수자가 요구하는 물품을 공급해 주기로 하는 매매자가 맺는 계약으로 물품의 수량이나 종류가 불특정이라는 특징을 가지고 있다.  미국 통일 상법전 2-306조에 따르면 요구물품계약은 불특정성에도 불구하고 유효한 계약이다.
요구물품계약은 수량과 가격의 불명확성에도 불구하고 무효가 아니다.

## 같이 보기
- 종류채권
- 생산고계약